# ترانه
موسیقی همواره یکی از ارکان اساسی فرهنگ و تمدن بشری بوده است و در این میان، ترانه (به انگلیسی: Song) به عنوان شکلی فراگیر و تاثیرگذار از بیان هنری، جایگاهی ویژه دارد. ترانه، در ساده‌ترین تعریف، ترکیبی از شعر و موسیقی است که می‌تواند احساسات، داستان‌ها، اندیشه‌ها و حتی تاریخ یک جامعه را در قالب‌هایی گوناگون بازتاب دهد. از آوازهای آیینی نخستین تمدن‌ها تا آثار پیچیده موسیقی امروزی، ترانه همواره همراه انسان بوده و نقش‌های متعددی ایفا کرده است: از کارکردهای آیینی و مذهبی تا بیان عواطف فردی، از ابزارهای انتقال دانش تا رسانه‌ای برای اعتراض اجتماعی.
ترانه ممکن است توسط یک خواننده (تک‌خوان) یا گروهی از خوانندگان اجرا شود. در اجرای گروهی، معمولاً خوانندگان با هماهنگی مشخصی می‌خوانند، اما در موسیقی ماندگار (مثل اُپرا یا اُرکِستر)، به جای ترانه‌های ساده، از ساختارهای پیچیده‌تری مانند آریا یا هم‌سُرایی استفاده می‌شود.
ترانه به عنوان پدیده‌ای چندبعدی، تنها محدود به متن و لحن نیست، بلکه بسترهای فرهنگی، تاریخی و فناورانه نیز در شکل‌گیری و تکامل آن موثر بوده‌اند. در طول تاریخ، تحولات زبانی، پیشرفت سازهای موسیقیایی، تغییرات اجتماعی و حتی نوآوری‌های فنی مانند ضبط صدا و تولید رقمی، هریک به شیوه‌ای خاص بر ماهیت ترانه تاثیر گذاشته‌اند. این هنر مردمی از سویی ریشه در سنت‌های شفاهی دارد و از سوی دیگر، در عصر حاضر به یکی از ارکان اصلی صنعت موسیقی تبدیل شده است.
جذابیت ترانه شاید در همین دوگانگی نهفته باشد: از یک سو، قابلیت آن برای برانگیختن عمیق‌ترین احساسات فردی و از سوی دیگر، توانایی‌اش در ایجاد پیوندهای جمعی. یک ترانه می‌تواند همزمان بسیار شخصی و کاملا جهانی باشد، می‌تواند خاطره یک نسل را ثبت کند یا آرمان‌های یک جنبش را فریاد بزند. مطالعه ترانه به مثابه یک گونه هنری، پنجره‌ای است به شناخت عمیق‌تر انسان، چرا که در ساختار ظریف آن می‌توان بازتابی از شادی‌ها، غم‌ها، امیدها و ترس‌های مشترک بشری را مشاهده کرد.

## دوران معاصر
در دوران معاصر، قافیه‌دار بودن و سازگار بودن شعر با عروض دیگر از پیش‌شرط‌های ترانه بودن یک شعر نیست.
درون‌مایهٔ ترانه‌ها معمولاً توده‌ای و عامیانه و احساسی است.
فراق، غربت، عشق و محبت، دشمنی، دادخواهی، مبارزه با ظلم و ستم، آموزش و … از موضوعات اصلی ترانه‌ها هستند.
در ابتدای دورهٔ معاصر اکثر ترانه‌های فارسی تغزل به سبک عراقی بوده و به پیروی از بزرگان این سبک مانند حافظ و سعدی سروده شده‌است. از آن‌جا که تنها سبک موجود آن روزگار موسیقی ردیفی و دستگاهی بود، تا سال‌ها در زبان و قالب ترانه تغییر جدی پدید نیامد.
در سال‌های آغازین دههٔ پنجاه، با آغاز موج نوی ترانه یا همان ترانهٔ نوین و تولد موسیقی پاپ در ایران، زبان به فراخور موسیقی دچار شکستگی شد و به واقع به زبان گفتاری مردم کوچه و بازار نزدیک شد. ترانه از آن پس از تعاریف قالب‌های کلاسیک بیرون آمد و در حقیقت تعریف آن دیگرگون شد. از آن تاریخ تا امروز تغییر بنیادین به مثابهٔ آنچه در دههٔ ۵۰ اتفاق افتاد، در ترانه رخ نداده‌است؛ ولی شاهد فراز و نشیب‌های بسیاری به فراخور تغییرات فرهنگی، سیاسی و اجتماعی، در آن بوده‌ایم.

## در قدیم
واژهٔ ترانه در قدیم در معنای رباعی به‌کار می‌رفت. در معنی دیگری در قدیم به هر تصنیفی که سه گوشه داشته باشد ترانه گفته می‌شد.
در قدیم هم‌چنین واژهٔ ترانه را گاه در معناهای سرود، نوا و نغمه به‌کار می‌بردند.

## ساختار اصلی ترانه
استخوان بندی یک ترانه شامل چندین بخش می‌شود که این بخش‌ها در جایی به هم وابسته‌اند یا اصولاً مستقل از هم هستند:
- ۱: ترانه باید موسیقی داشته باشد
- ۲: بهتر است وزن عروضی و قافیه داشته باشد
- ۳:هر ترانه باید یک موضوع خاص [داشته] باشد

ترانه از بندینه تشکیل می‌شود. هر بندینه می‌تواند ۱٬۲٬۳٬۴٬۵٬۶ مصراع باشد. معمول‌ترین بندینه‌ها ۲ یا ۴ مصراع دارد و غیر معمول‌ترین بندینه ۵ مصراع دارد. بندینه‌ای که در طول ترانه تکرار می‌شود بندگردان نام دارد. هر ترانه تنها می‌تواند یک بندگردان داشته باشد. بندینه در واقع واحد شمارش ترانه است که البته واضح است ترانه‌هایی که یک بندینه دارند بسیار غیر معمولند. در ترانه هر بندینه وزن مخصوص به خود را دارد و بندینه‌ها الزاماً با هم هم وزن نیستند.
زبان سرایش می‌تواند زبان گفتاری باشد یا زبان معیار نوشتاری.

## تمایز بین ترانه و شعر
بعضی به اشتباه ترانه را معادل شعر می‌دانند. حال آنکه شعر چه در قالب شعر کلاسیک و چه در قالب شعر آزاد یک اتفاق ادبی صرف است که احساسی را با کمک کلمات و خیال پردازی به خواننده منتقل می‌کند که در هر دو سبک کلاسیک و آزاد مقتضیات و قواعد خاص خود را دارد. اما ترانه سروده‌ای است که به هدف هم آغوش شدن با موسیقی نوشته می‌شود. این نوشته باید بتواند برای قالب موسیقایی مدّ نظر سراینده یا آنچه با هماهنگی آهنگساز تعیین می‌شود، کارکرد مناسبی داشته باشد.
شعر می‌تواند به عنوان ترانه هم استفاده شود (مانند شعرهای حافظ در موسیقی سنتی) اما ترانه محدود به شعر نیست. در ترانه الزامی به رعایت پارامترهای شعری نیست و مهم این است که ترانه بتواند با موسیقی مورد نظر یک ترکیب دلنشین ایجاد کند. به این ترانه توجه کنید: بوی گندم مال من/ هر چی که دارم مال تو—یه وجب خاک مال من / هر چی می‌کارم مال تو یا این ترانه: باز ای الهه ناز/ با غم من بساز—کاین غم جانگداز/ برود زبرم و ترانه‌های دیگری که ماندگار شده‌اند. خود متن ترانه از ارزشی ادبی متفاوت از شعر برخوردار است. ترانه راوی احساس صرف ترانه سرا ولی شعر حاوی نتیجه‌گیری‌های عقلی شاعر است.
ترانه‌ها به خصوص در کارهای جدید مانند رپ یا راک و کارهای مدرن دیگر حتی از اول تا آخر یک ترانه می‌تواند با تغییر ریتم و وزن همراه باشد یا حتی در مواقعی بدون وزن باشد یا هر نوآوری که ترانه سرا و آهنگ ساز برایش در نظر بگیرند مهم این است که مجموعه کار یک اثرِ قابل قبول از آب در بیاید. به این ترانه توجه کنید (از محسن نامجو):
یک روز به شیدایی… در زلف تو آویزم
خود را چو فرو ریزم… با خاک درآمیزم
و گرنه من همان خاکم که هستم
یک روز سر زلف بلوندت چینم بهر دل مسکینم
اینم… جگرم… اینم… اینم
یک روز که باشم مست… لایعقل و ترد و سست
یک روز ارس گردم… اطراف تو را گردم
کشتی‌ی شوم جاری… از خاک برآرم تو… بر آب نشانم تو
دور از همه بیزاری
دریای خزر گردم… خواهی تو اگر جونم
محصول هنر گردم… خواهی تو اگر جونم
یک روز بصر گردم… یک روز نظر گردم
پانصد سر سردرگم… ای وای
حبل المتین گیست… جمعاً به تو آویزیم
لاتفرقو و اعتصموا
واعتصموا بحبل الله جمیعاً و لاتفرقوا
این ترانه از تمام قواعد شعری کلاسیک گریزان است و سروده‌ای آهنگین است مناسب آنچه نامجو در نظر داشته اجرا کند.
در مجموع باید گفت ترانه با وجود بهره بردن از زیبایی‌های ادبی باید در قالب موسیقایی ارزیابی گردد نه در قالب ادبی محض!!

شعرهای نو نیز اگر موسیقی داشته باشند می‌توانند به صورت ترانه درآیند. شعرهای عروضی خود اگر موسیقی و موضوع خاص داشته باشند ترانه‌اند که در آنها بندینه‌ها ۲ مصراع هستند که به ان بیت نیز می‌گویند. در شعرهای عروضی همهٔ بندینه‌ها هم وزن اند.
رشید کاکاوند معتقد است ترانه خوب ترانه‌ای است که «خودش را با شعر اشتباه نگیرد. در ترانه دو عامل مهم است که آن را از خلوت شاعرانه، شخصی و خاص شاعر ممتاز می‌کند. اول، موسیقی. یک ملودی با همه شاخصه‌هایی که کلام برای موسیقی باید داشته باشد، آواهای کلام، عبارت‌بندی‌های منطبق بر جمله‌های موسیقی، توجه به ظرفیت‌های قابل توجهی که واج‌ها و مصوت‌های بلند دارند، نحو و ساختار دستوری که در بستر موسیقی رسایی و سلامت خودش را از دست ندهد. دوم، مخاطب. در ترانه موضوع مهم برقراری سریع ارتباط با مخاطب است. در ترانه اگر لایه پنهان معنایی یا عنصر زیبایی‌شناسی ویژه‌ای هست پشت مفاهیم و زبان ساده قرار می‌گیرد که بعد با تکرار دریافت می‌شود؛ ولی با یک بار شنیدن معانی، روابط، جذابیت‌های موسیقایی و نیز تخیل کلام باید منتقل شود. پس در یک‌کلام یک ترانه خوب، هم چفت موسیقی مناسبش می‌شود و هم ارتباط سالم و مؤثری با مخاطب برقرار می‌کند. اندیشه، عاطفه، تخیل و بقیه عناصر شعری در حد متعادل و متناسب در یک ترانه خوب وجود دارند. هر موسیقی، ترانه خودش را می‌طلبد و این ترانه، خود را با ریتم و ملودی تطبیق می‌دهد.»

## پی‌نوشت
1. ↑  Luise Eitel Peake. 1980. "Song". The New Grove Dictionary of Music and Musicians, sixth edition, 20 vols. , edited by Stanley Sadie, Vol. 17: 510–23. London: Macmillan Publishers; New York: Grove's Dictionaries. شابک ‎۱−۵۶۱۵۹−۱۷۴−۲.
2. ↑  تولید رقمی ترانه (به انگلیسی: Digital Song Production) یعنی ساخت موسیقی با ابزارهای رقمی مثل نرم‌افزارهای آهنگ‌سازی
3. 1 2  گاهنامهٔ داخلی خانه ترانه‌سرایان، شمارهٔ اول، تاریخ انتشار: مهر ماه ۱۳۸۴.
4. 1 2  بنیاد ترانه، ماهنامهٔ تخصصی دنیای ترانه بایگانی‌شده  در ۱۲ آوریل ۲۰۱۸ توسط Wayback Machine، بازدید: اکتبر ۲۰۰۹.
5. ↑  همان.
6. ↑  لغت‌نامهٔ دهخدا، سرواژهٔ ترانه.
7. ↑  «ترانه‌های بی کس و کار». بایگانی‌شده از اصلی در ۱۲ آوریل ۲۰۱۸. دریافت‌شده در ۱۶ نوامبر ۲۰۱۷.
8. ↑  «این روزها حال ترانه خوب نیست». بایگانی‌شده از اصلی در ۲ دسامبر ۲۰۱۳. دریافت‌شده در ۱۳ مارس ۲۰۱۳.

- Kamien, Roger. Music: An Appreciation (3rd ed.). McGraw-Hill. ISBN 0-07-290200-0.